# Astragalus ekbergii
Astragalus ekbergii es una especie de planta del género Astragalus, de la familia de las leguminosas, orden Fabales.

## Distribución
Astragalus ekbergii se distribuye por Afganistán (Samangan).

## Taxonomía
Fue descrita científicamente por D. Podl. Fue publicado en Mitteilungen (aus) der Botanischen Staatssammlung München 25: 436 (1988).